# Per Kinde
Per Kinde, född 14 april 1887 i Göteborg, död där 30 juni 1924, var en svensk sportskytt.
Han blev olympisk bronsmedaljör i Antwerpen 1920.